# Accident d'un Tupolev Tu-154 de Libyan Arab Airlines
L'accident d'un Tupolev Tu-154 de Libyan Arab Airlines est survenu le 2 décembre 1977, lorsqu'un Tupolev Tu-154A opéré par Balkan Bulgarian Airlines, pour le compte de Libyan Arab Airlines, est tombé en panne de carburant et s'est écrasé près de Benghazi, en Libye, faisant 59 morts parmi les 165 personnes à bord.

## Avion
L'appareil impliqué est un Tupolev Tu-154A, immatriculé LZ-BTN, qui a effectué son premier vol en 1974. C'est l'un des six Tu-154 loués à Libyan Arab Airlines par Balkan Bulgarian Airlines, pour assurer le transport de pèlerins se rendant à La Mecque pour le pèlerinage annuel du Hajj.

## Accident
L'avion a décollé de l'aéroport international Roi-Abdelaziz, à Djeddah, pour un vol charter à destination de l'aéroport international de Benina, à Benghazi, avec 6 membres d'équipage et 159 passagers (des pèlerins revenant en Libye après avoir participé au Hajj) à bord. 
L'espace aérien égyptien étant fermé aux avions libyens à l'époque, nécessitant une route plus longue vers Benghazi qu'en empruntant la route directe au dessus de l'Égypte; l'équipage n'a pas prévu le rallongement du temps de vol, et a décollé avec une quantité de carburant inférieure à celle requise pour ce trajet. 
Alors que l'avion entame son approche sur Benghazi, un épais brouillard a réduit la visibilité sur l'aéroport et, l'équipage ne pouvant atterrir sans établir un contact visuel avec la piste, ils ont entamé une remise de gaz. 
Après avoir échoué à localiser l'aéroport de dégagement, l'appareil est tombé en panne de carburant et s'est écrasé à proximité de l'aéroport, lors de la tentative ultérieure de l'équipage d'effectuer un atterrissage d'urgence, tuant 59 des 159 passagers présents à bord de l'avion.